# Cinara essigi
Cinara essigi är en insektsart som beskrevs av Hottes 1961. Cinara essigi ingår i släktet Cinara och familjen långrörsbladlöss. Inga underarter finns listade i Catalogue of Life.